# Castello di Mercato San Severino

## Il castello
Il castello del Mercato San Severino è il secondo castello italiano per estensione, ed è stato fondato dopo il 1067 da un cavaliere normanno, Turgisio Sanseverino, dopo che il duca Roberto il Guiscardo, gli donò in feudo Rota (l'antico nome della città). L'aspetto del castello oggi è stato particolarmente influenzato dal periodo angioino. L'insediamento è marcato da tre cinte murarie: un primo nucleo che comprende il palatium e la cosiddetta 'piazza d'armi', ed altri ambienti. Le mura della prima cinta proseguono verso Sud, circondando un convento francescano, il villaggio e la relativa chiesa. La seconda cinta con semitorri rotonde si estende verso Est, a cui si innesta l'ultima di età angioino-aragonese, con perimetro triangolare che ha per vertice una torre a rondella. L'estensione originaria del sito era di circa 350 per 450 metri, per una superficie totale di 157.500 metri quadrati, corrispondenti a ben tre campi da calcio. Fu prima di proprietà dei Sanseverino, per poi essere abbandonato a causa della partecipazione di uno degli esponenti della famiglia alla congiura dei Baroni contro Ferrante dopo che questi confisca il castello ai proprietari, restituendolo soltanto dopo anni, quando perse quasi tutte le connotazioni militari. Il castello conserva ancora in parte la cappella e la chiesa. Lo stesso San Tommaso si recò in questo castello per far visita alla sorella Teodora sposata con un Sanseverino. Il futuro santo, alloggiò presso il convento Domenicano. All'interno del castello sono state ritrovate monete, ceramiche, cuspidi di freccia e molto altro. Dal 2018 alcuni di essi sono fruibili presso il MIMU (Ministruttura Museale del Castello di Mercato S. Severino).

## Il palazzo e la prima cinta
Il primo nucleo risale alla fase normanna. Presenta un donjon di forma quadrangolare, cioè l'edificio in cui risiedeva la famiglia. Nelle vicinanze vi era la chiesa detta Santa Maria de castro e diversi ambienti domestici della corte. A Nord della stessa vi era la cisterna più grande del castello, nella quale è stata rinvenuta una brocca di bronzo ancora legata ad una catenella metallica.
Più a Nord vi era la cosiddetta 'Piazza d'Armi', uno spazio definito da una cinta di forma trapezoidale munita di una postierla e una torre angolare. All'interno della cinta vi sono delle torrette interne più basse delle mura riferibili forse al XII sec., sulle quali si è ipotizzato vi potessero alloggiare delle macchine da guerra. Tale area era con molta probabilità adibita alle manovre militari. Tra il palazzo e la piazza d'armi, durante gli scavi archeologici del 2003-2005, sono state rinvenute tracce di un'officina metallurgica, infatti tra i reperti vi erano un paio di forbici e un martello da cesellatore riferibili tra il XIII - XIV sec.. Sono in parte ancora conservati i cammini di ronda tra una torretta e l'altra e i merli originari.

## La seconda cinta e l'abitato
La seconda cinta si estende più a Sud della prima e racchiude le tracce di un abitato. Nel punto più a sud-est, la cinta termina con una porta difesa da due semitorri generalmente attribuite al periodo normanno, a ridosso della torre più a sud, vi sono i resti di un'aula unica triabsidata, forse identificabile con la chiesa di San Nicola de castro. Questa serviva non solo per gli abitanti del villaggio, ma anche ai soldati che nei pressi erano occupati ai giri di ronda.

## La terza cinta angioino-aragonese
La terza cinta è la più bassa in quota e si estende verso Est con un impianto detto a sperone, al cui vertice vi è una torre a rondella con tre cannoniere tipiche della fine del periodo angioino. Il muro sud della cinta presenta sette torri spezza-tratta, cioè che sfruttano il tiro di fiancheggiamento. L'area circondata dall'ultima cinta aveva una valenza esclusivamente militare.

## Il territorio
Nelle pertinenze del territorio di San Severino vi erano diversi casali e altre fortificazioni minori che si inserivano nella fitta rete di castelli costruiti in maniera che potessero essere visibili tra loro. In particolare verso Ovest vi erano i castelli di San Giorgio e Roccapiemonte, a Nord il castello di Solofra, e a Sud Il castello del Monte Bastiglia nel territorio dell'attuale comune di Baronissi, che forniva un punto di collegamento visivo con il castello di Salerno.

## Galleria d'immagini

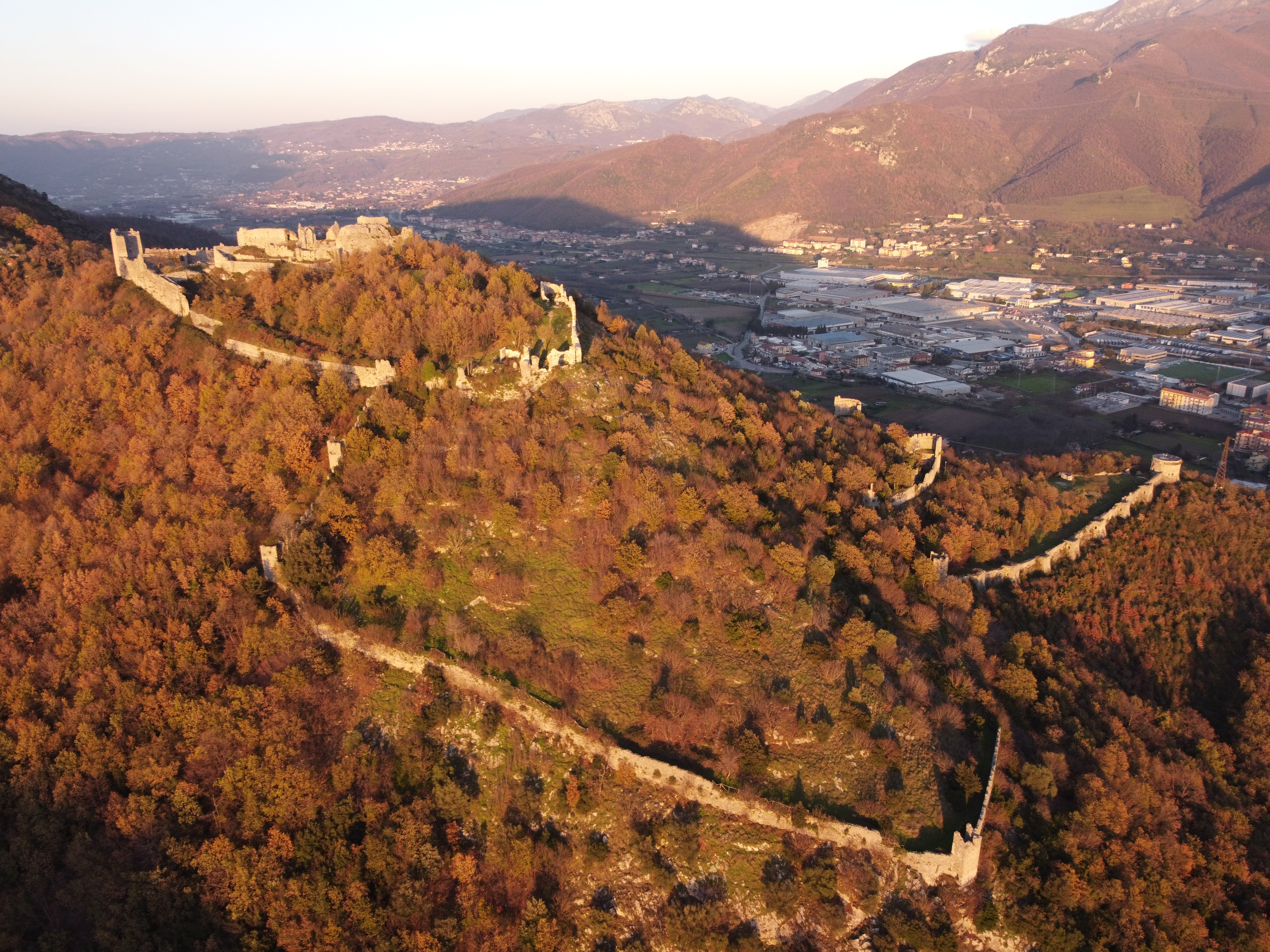
Veduta globale con tutte le cinte murarie
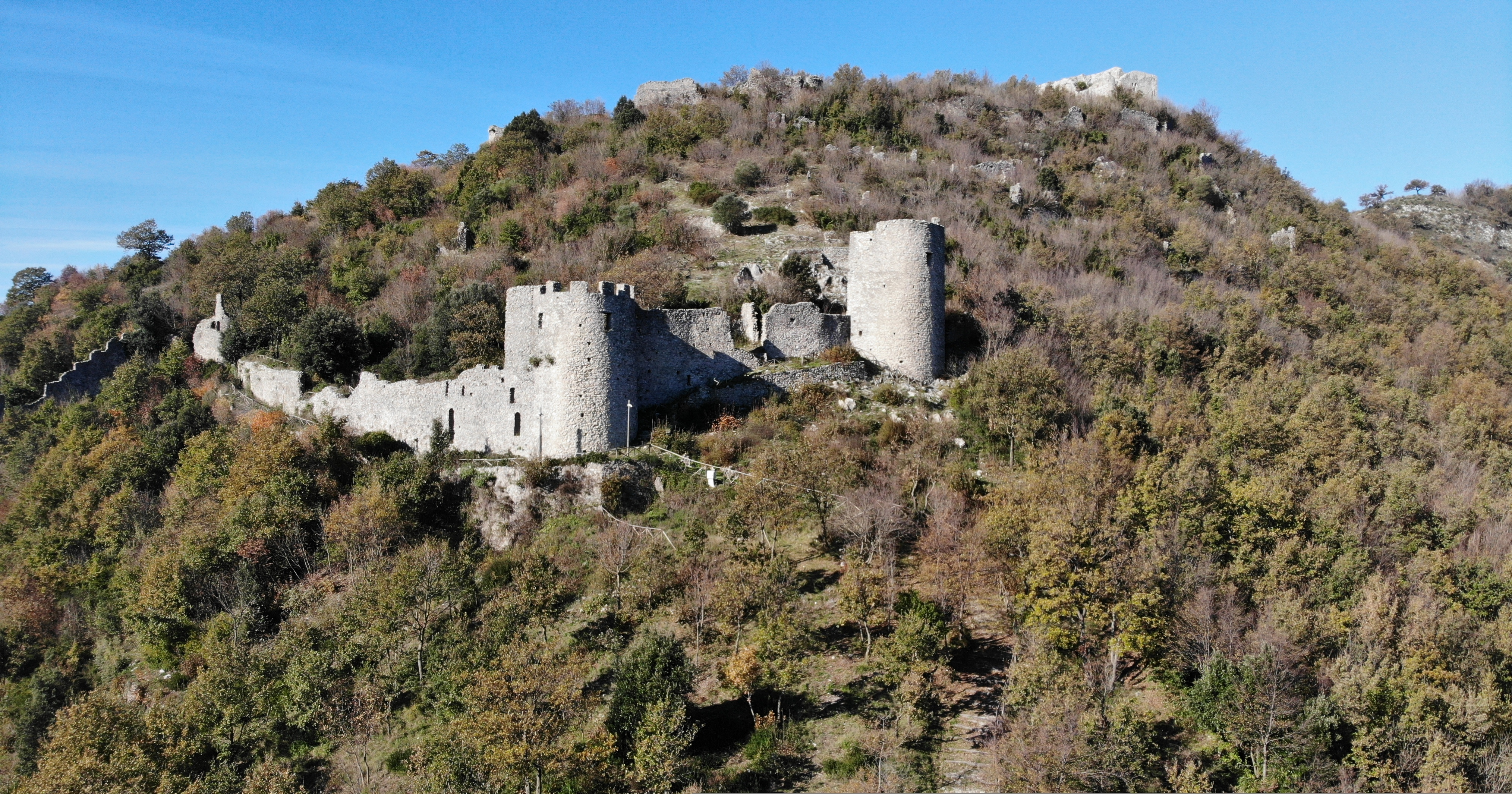
Le semitorri della seconda cinta muraria
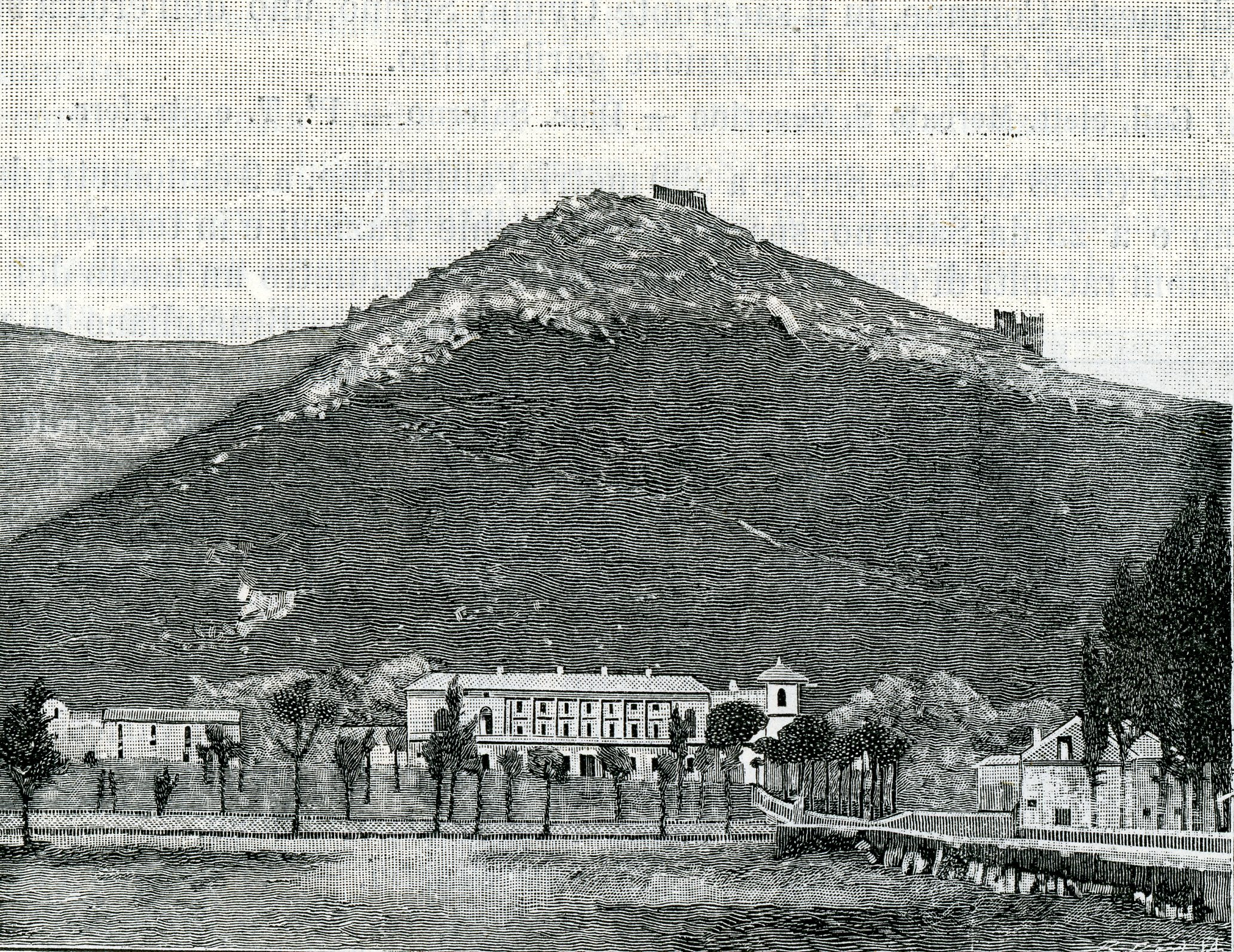
Mercato San Severino palazzo municipale e veduta del castello in una illustrazione di Franz Robert Richard Brendámour
Stemma della famiglia dei Sanseverino
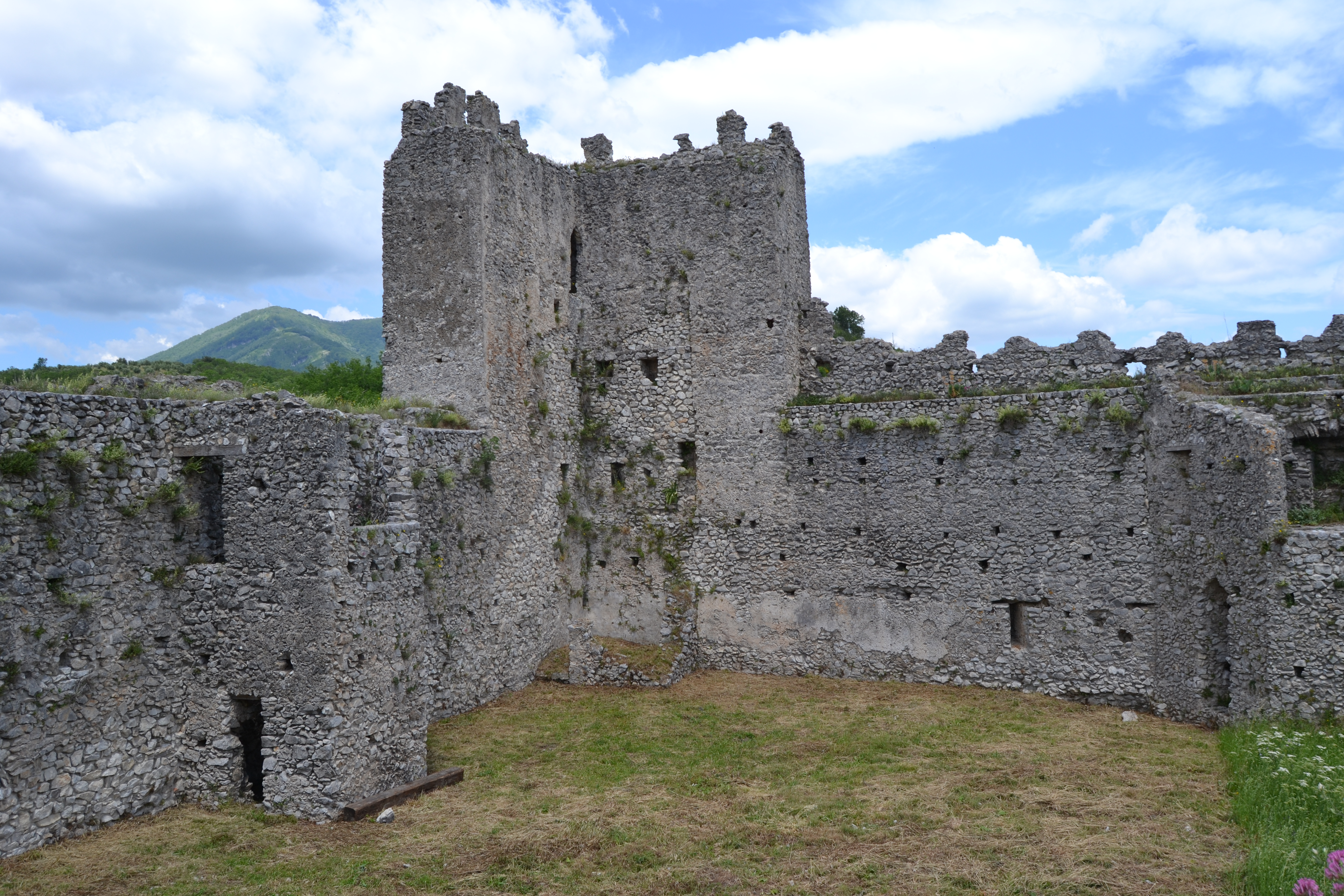
Piazza d'Armi.
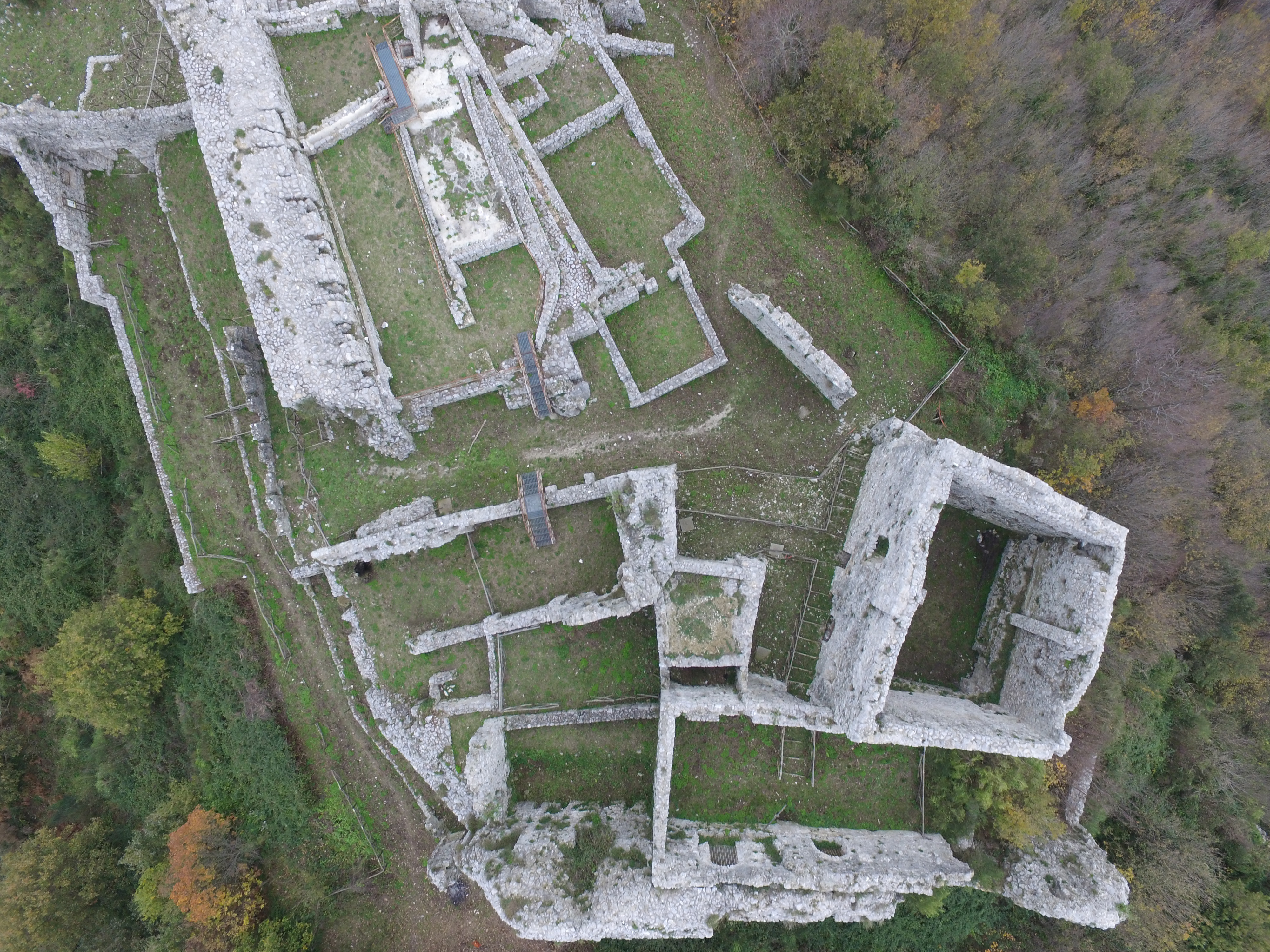
Complesso palaziale.